# Налоговая система Казахстана
Основным законодательным актом, устанавливающим и регулирующим налогообложение в Казахстане, является кодекс Республики Казахстан «О налогах и других обязательных платежах в бюджет» (далее — «Налоговый кодекс»). Текущий налоговый кодекс был принят 25 декабря 2017 года и вступил в силу с 1 января 2018 года.

## История
Казахстан провозгласил суверенитет в октябре 1990 года, после распада Советского Союза. Страна провозгласила независимость в декабре 1991 года. Основой налогового законодательства суверенной республики был Указ «О налогах с предприятий, объединений и организаций», изданный в 1991 году.
В дальнейшем в Казахстане была принята классическая система налогообложения с совокупностью налогов, характерных для развитой рыночной экономики.
В 1995 году Президент Республики Казахстан издал указ «О налогах и других обязательных платежах в бюджет» (далее — «Указ»), который регулирует налоговую систему в Казахстане. Указ ссылался на инструкции, которые предоставляются для получения конкретной информации по каждому из налогов.
В 2002 году Кодекс Республики Казахстан «О налогах и других обязательных платежах в бюджет» («Налоговый кодекс») вступил в силу. Налоговый кодекс был более общим правовым актом, чем Указ. Налоговый кодекс регулирует отношения между государством и налогоплательщиком и предусматривает процедуры исчисления и уплаты налогов.
В 2008 году президент республики объявил, что Республике Казахстан требуется новый Налоговый кодекс, который должен предусматривать более низкие налоговые ставки и упрощённые процедуры налогового администрирования. В результате 10 декабря 2008 года был принят второй кодекс Республики Казахстан «О налогах и других обязательных платежах в бюджет» («Налоговый кодекс»). Кодекс действовал с 1 января 2009 года по 31 декабря 2017 года.
25 декабря 2017 года был принят третий по счёту налоговый кодекс, который действует с 1 января 2018 года по настоящее время.
В настоящее время в Казахстане ведётся разработка нового налогового кодекса, который должен вступить в силу с 2025 года.

## Виды налогов
| Корпоративный подоходный налог                                     | Ставка корпоративного подоходного налога составляет 20 % для юридических лиц-резидентов и юридических лиц — нерезидентов, действующих в Казахстане через зарегистрированное постоянное учреждение (для нерезидентов налог на прибыль ниже). При применении специального налогового режима ставка налога может составлять от 2 % до 8 %. |
| Налог на добавленную стоимость                                     | Ставка налога на добавленную стоимость составляет 12 % и применяется к товарообороту в Казахстан и импорту товаров и услуг в Казахстан. Порогом оборота для регистрации в качестве плательщика налога на добавленную стоимость является 20 000-кратный размер минимального расчётного показателя, установленного законом о республиканском бюджете и действующего на 1 января соответствующего финансового года (73 840 000 тенге в 2024 году). Экспорт товаров облагается по 0 % ставке налога на добавленную стоимость. |
| Индивидуальный подоходный налог                                    | Индивидуальный подоходный налог с доходов физических лиц-резидентов составляет 10 % и 20 % для нерезидентов. При применении специальных налоговых режимов для предпринимателей индивидуальный подоходный налог составляет от 1 % до 8 %. |
| Социальный налог                                                   | Ставка социального налога, уплачиваемого работодателями, являющимися юридическими лицами, составляет 9,5 % от зарплаты. Для индивидуальных предпринимателей ставка составляет двукратный размер минимального расчётного показателя за себя и однократный размер минимального расчётного показателя за наёмного работника. |
| Налог на прибыль постоянных учреждений иностранных юридических лиц | Налог на прибыль в размере 15 % должен быть оплачен на чистый доход после подоходного налогообложения постоянных представительств иностранных юридических лиц, осуществляющих деятельность в Казахстане. |
| Налог на имущество                                                 | Налог на имущество распространяется только на здания. Налоговая ставка — 1,5 % для юридических лиц. |
| Акциз                                                              | Акцизный налог относится к алкоголю (до 3 евро за литр), ликёрам (до 2,5 евро за литр), табачных изделий (до 0,5 евро за штуку), бензин (до 25 евро за тонну), транспортным средствам с объёмом двигателя свыше 3 литров (0,5 евро за кубический сантиметр объёма двигателя), произведёнными в Республике Казахстан или импортируемыми в Казахстан. |
| Рентный налог на экспорт                                           | Рентной налог применяется к экспорту сырой нефти, газового конденсата и угля. Ставка налога зависит от рыночной цены сырой нефти и газового конденсата (от 0 % при рыночной цене одного барреля составляет $ 20 до 32 % при рыночной цене за один баррель $ 200 или выше). |
| Налогообложение недропользования                                   | Налоги на недропользование включают налог на добычу полезных ископаемых и налог на сверхприбыль. |
| Транспортный налог                                                 | Транспортный налог взимается на основе объёма двигателя, массы автомобиля и количества посадочных мест. По грузовым автомобилям, полученным в качестве пая в результате выхода из сельскохозяйственного формирования, налог составляет 4 % от МРП с каждого киловатта мощности. |
| Земельный налог                                                    | Земельный налог взимается с юридических лиц, имеющим земельные участки или права пользования им. |
| Другие налоги                                                      | Другие налоги включают в себя, среди прочего, специальные налоги для игорного бизнеса. |